# 14120 Espenak
14120 Espenak è un asteroide della fascia principale del diametro medio di circa 13,2 km. Scoperto nel 1998, presenta un'orbita caratterizzata da un semiasse maggiore pari a 2,3835087 UA e da un'eccentricità di 0,0891612, inclinata di 5,99246° rispetto all'eclittica.
L'asteroide è dedicato all'astronomo americano Fred Espenak.